# Lisa Blunt Rochester

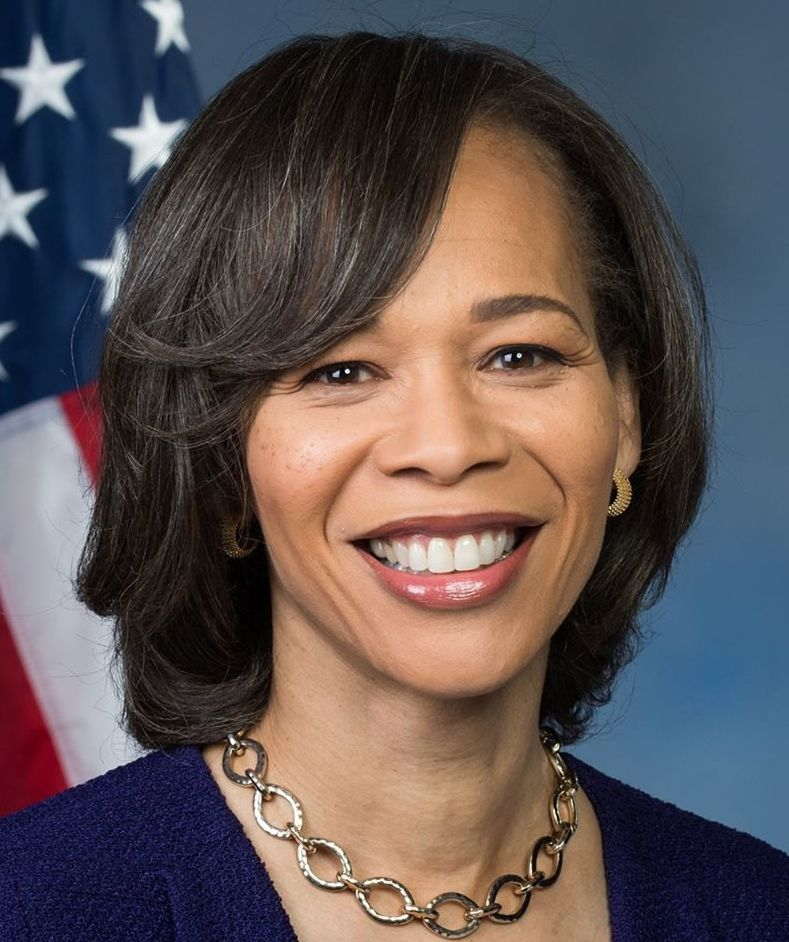
Lisa Blunt Rochester (2017)

Lisa Blunt Rochester (* 10. Februar 1962 in Philadelphia, Pennsylvania) ist eine US-amerikanische Politikerin (Democrats). Von 2017 bis 2024 vertrat sie den Bundesstaat Delaware im US-Repräsentantenhaus. Seit dem 3. Januar 2025 vertritt sie Delaware im Senat der Vereinigten Staaten.

## Werdegang
Im Jahr 1969 zog Lisa Blunt, so ihr Geburtsname, mit ihren Eltern nach Wilmington in Delaware. An der Fairleigh Dickinson University studierte sie Internationale Beziehungen und dann an der University of Delaware Kommunalpolitik und Public Policy. Zwischenzeitlich lebte sie für kurze Zeit in Shanghai in der Volksrepublik China.
Politisch schloss sie sich der Demokratischen Partei an. In der Vergangenheit bekleidete sie verschiedene Ämter in der Staatsregierung von Delaware. So war sie zunächst stellvertretende Ministerin für Gesundheit und Soziales. Dann wurde sie Arbeitsministerin und später Leiterin der Personalbehörde (State Personnel Director) der Staatsregierung. Außerdem war sie Geschäftsführerin der Metropolitan Wilmington Urban League.
Bei den Kongresswahlen des Jahres 2016 wurde Lisa Blunt Rochester als Kandidatin ihrer Partei im einzigen Wahlbezirk von Delaware, der damit identisch mit dem ganzen Staat ist, gegen den Republikaner Hans Reigle in das US-Repräsentantenhaus in Washington, D.C. gewählt, wo sie am 3. Januar 2017 die Nachfolge von John C. Carney antrat, der ebenfalls im November 2016 zum Gouverneur von Delaware gewählt wurde. Sie ist die erste Frau und die erste Person afroamerikanischer Abstammung, die für den Staat Delaware in das US-Repräsentantenhaus eingezogen ist. 
Im November 2024 trat Rochester bei den Wahlen zum Senat für die Demokraten in Delaware an und gewann.  Sie ist die erste schwarze und die erste weibliche Senatorin von Delaware sowie nach Carol Moseley Braun (1993, Illinois), Kamala Harris (2017, Californien) und Laphonza Butler (2023, Californien) und zugleich mit Angela Alsobrooks die vierte schwarze Senatorin in den Vereinigten Staaten überhaupt.
Sie war mit dem im Jahr 2014 verstorbenen Charles Rochester verheiratet und hat zwei Kinder.